# Henri Rouvière
Pour les articles homonymes, voir Rouvière.
 (juin 2016).
Si vous disposez d'ouvrages ou d'articles de référence ou si vous connaissez des sites web de qualité traitant du thème abordé ici, merci de compléter l'article en donnant les références utiles à sa vérifiabilité et en les liant à la section « Notes et références ».
Henri Rouvière, né le 23 décembre 1876 au Bleymard (Lozère) et mort le 26 octobre 1952, est un médecin et anatomiste français. Ancien étudiant à la faculté de médecine de Montpellier (1894), aide d’anatomie (1898) puis prosecteur (1902), il fut professeur d'anatomie à la faculté de médecine de Paris à partir de 1927 et membre de l'académie nationale de médecine.
On se souvient de lui pour sa publication en 1938 de l’Anatomie du système lymphatique humain, qui était une étude exhaustive avec présentation et classification des ganglions lymphatiques humains et des régions de drainage qui leur sont associées. Le travail de Rouvière était la suite de la recherche fondamentale sur le système lymphatique menée par l'anatomiste Marie Philibert Constant Sappey (1810-1896). D'autres ouvrages importants de Rouvière sont l’Anatomie humaine descriptive et topographique en 1924, l’Atlas aide-mémoire d'anatomie et le Précis d'anatomie et de dissection.

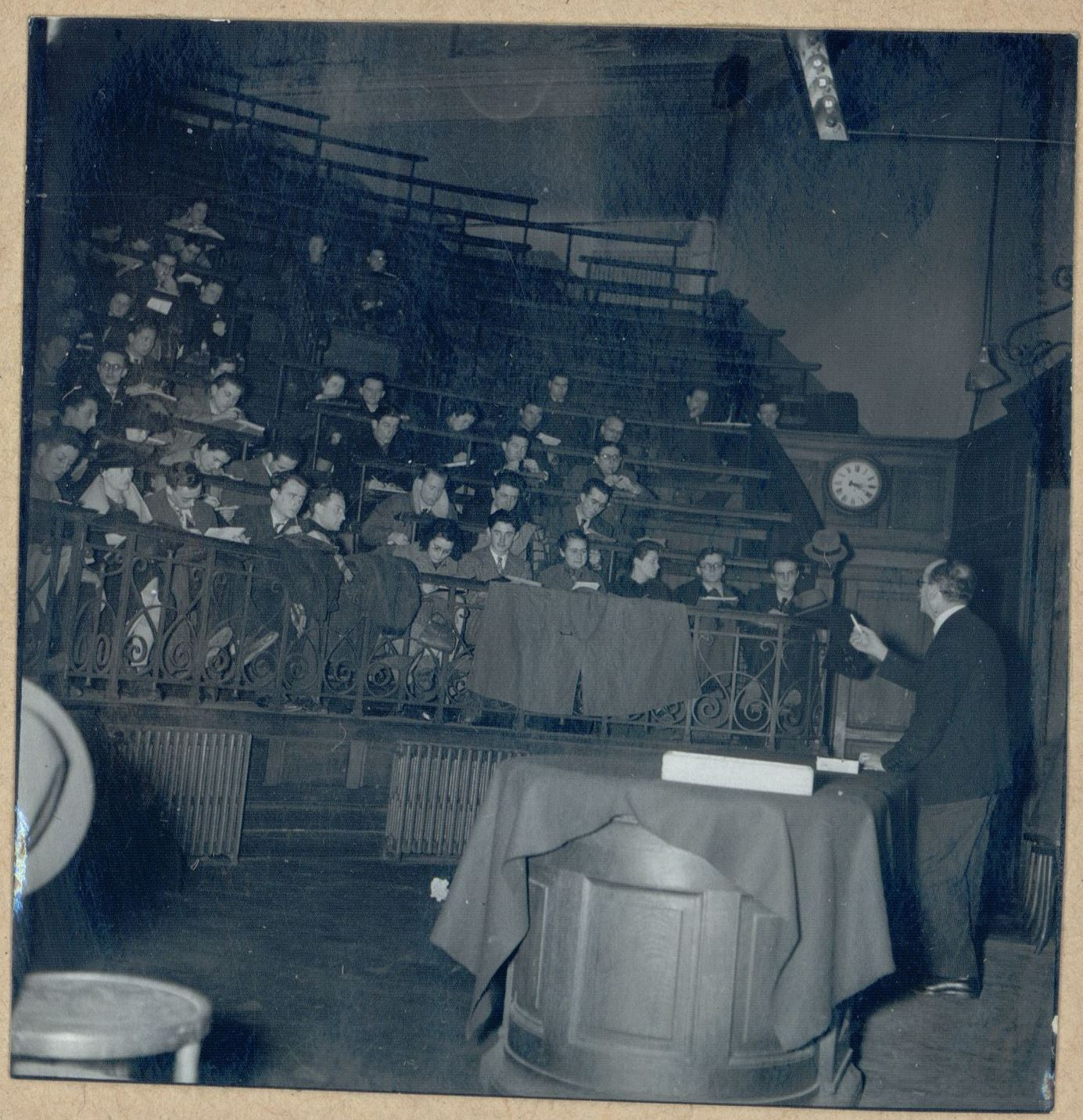
Photographie d'une cours d'Henri Rouvière à La Sorbonne, en décembre 1940.

Le ganglion de Rouvière a été baptisé ainsi en son honneur : ce ganglion, le plus haut placé dans le groupe latéral des ganglions lymphatiques rétropharyngés, se trouve à la base du crâne.
Il a laissé son nom au musée d'anatomie de l'école de médecine de Paris, le musée Delmas-Orfila-Rouvière et au collège Henri-Rouvière dans sa ville natale du Bleymard.
Il a écrit plusieurs ouvrages philosophiques dans lesquels il a défendu le finalisme : « Après avoir montré  dans un traité d'anatomie générale, la part que prend le mécanicisme aux origines des formes et des structures anatomiques, je me suis attaché dans la Finalité dans l’évolution et dans Vie et finalité, à prouver que l’évolution du règne animal est le résultat d'un mutationnisme dirigé, tendant au perfectionnement de plus en plus grand de l'organisation pour aboutir à l'homme, but et couronnement de l'évolution. »